# Decres Bay
Decres Bay är en vik i Australien. Den ligger i delstaten South Australia, omkring 540 kilometer nordväst om delstatshuvudstaden Adelaide.
Stäppklimat råder i trakten. Genomsnittlig årsnederbörd är 309 millimeter. Den regnigaste månaden är juni, med i genomsnitt 58 mm nederbörd, och den torraste är oktober, med 7 mm nederbörd.